# Terrariophilie

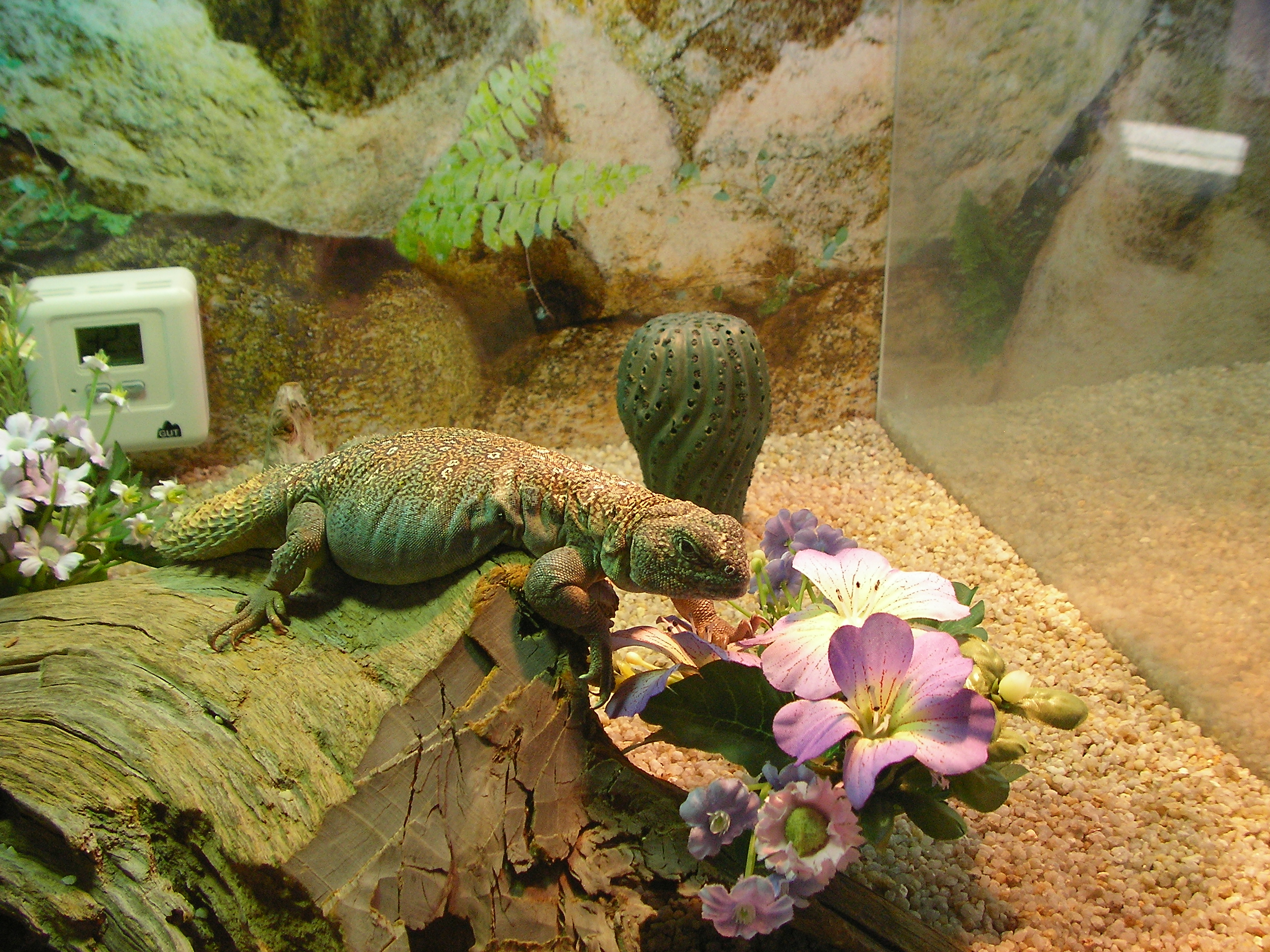
Un saurien (Uromastyx ocellata) dans un terrarium à Hong-Kong.

La terrariophilie consiste à maintenir, voire à faire se reproduire, certaines espèces animales et/ou végétales en imitant leur biome dans un espace appelé terrarium ou vivarium, de taille adaptée à l'espèce. Elle présente en ce sens de grandes similitudes avec l'aquariophilie.

## Étymologie
Terrariophilie vient du mot « Terrarium » (un aquarium dont l'eau est remplacée par de la terre) et « phile » du grec « qui aime ».

## Histoire
L'histoire de la terrariophilie est fort mal connue. On ne sait pas vraiment quand elle a débuté, mais on peut s'avancer prudemment en disant que cette passion est née aux États-Unis dans la seconde moitié du XXe siècle.
Cependant, déjà dans l'Antiquité, certaines personnes détenaient et élevaient des grillons dont le chant des mâles plaisait beaucoup.[réf. nécessaire] Au Moyen Âge, ils étaient même portés autour du cou en pendentif dans de petites boîtes en argent.[réf. nécessaire]

## Habitants des terrariums
Pour des raisons de taille, mode de vie… tous les animaux et plantes ne peuvent vivre en terrarium. Les principaux pensionnaires sont :
- les tortues,
- les squamates (serpents, lézards)
- les sphénodons
- les arthropodes, dont les insectes, les crustacés, les arachnides et les myriapodes terrestres par exemple,
- les amphibiens,
- les mollusques,
- les plantes, généralement exotiques.

On désigne ces animaux sous le sigle de NAC (nouveaux animaux de compagnie), par opposition aux animaux de compagnie, qui sont d'espèces plus communes et souvent domestiquées.
Les animaux que l'on rencontre en terrariophilie sont rarement des animaux familiers ayant un contact rapproché avec les personnes les élevant. Ceci vient du fait que :
- ces animaux ne peuvent généralement vivre longtemps en dehors de leur terrarium ;
- ces animaux n'ont pas ou peu d'affinité avec les humains ;
- certains représentent un danger (animaux venimeux ou de grande taille) ;
- leur taille parfois réduite peut conduire à des évasions.